# 동림당
동림당(東林黨)은 중국 명나라 말엽에 생겨난 붕당이자 학파이다. 동림학파(東林學派)라고도 불린다.

## 원형
강절(江浙) 출신 관료 정치 집단은 아주 이른 시기부터 출현했다. 가정대왜구(嘉靖大倭寇) 때에는 강남(江南) 관료들이 절민총독(浙閩總督) 주환(朱紈)을 탄핵하여 혁직에 이르게 했고, 이로 인해 주환은 분노하여 자살하였다. 후에 상해(上海) 출신 서계(徐階) 역시 통왜(通倭)의 이유로 엄숭(嚴嵩) 부자를 무너뜨렸다. 서계를 위시한 일대 강남 관료들이 동림당의 원형으로 칭해지기도 한다. 가정 말기 당쟁도 이로 인해 일어났다.

## 배경
명대는 만력제(萬曆帝) 시절부터 차츰 혼란 속으로 빠져 들었다. 2대 뒤인 천계제(天啓帝)는 명조 제일의 암군(暗君)으로서, 환관 위충현(魏忠賢)에게 정권을 위임하고 자신은 일락(逸樂)에만 빠져들고 있었다. 혼미한 사회적·정치적 상태에 대하여, 왕양명(王陽明) 이후의 심학(心學) 운동은 이미 공리공소한 것으로 흘러 부질없이 관념적 논식만 전개하였을 뿐 구국경세에는 아무 소용도 없게 되었다. 이때 정치적 문란과 사회적 혼란을 시정하려고 일어난 것이 소위 동림학파(東林學派)의 학자들이었다.

## 전개
무석(無錫)의 고헌성(顧憲成)은 정부 부내의 인사쇄신을 위하여 누누이 용인(用人)의 의서(議書)를 상소하였다. 그러나 받아들여지지 않으므로 그는 관직을 사임하고 향리로 돌아와 송의 명유(名儒) 양시(楊時)의 동림서원(東林書院)을 재흥하여 동지를 집합시켰다. 그 중에는 조남성(趙南星), 추원표(鄒元標), 고반룡(高攀龍) 등이 있었다. 그들은 학문적으로는 주자학을 신봉하고 위충현 등 환관 일파와 대항하여 관료 사대부의 정통파 그룹을 대표하고 있었다. 그러나 반동림당(反東林黨)이 일어나 정책 논의를 반복하고 있던 중에 이 당파는 환관 일파와 결탁하였고, 그로 말미암아 동림당은 위충현의 탄압을 받아 소멸하였다.
천계7년(1627년), 숭정제(崇禎帝)가 즉위하면서 위충현이 체포되었고, 동림당 인사에 대한 박해는 끝났다.

## 기복
동림당인은 조정의 간신, 위충현을 지적하였기에 당시 전권 엄당의 위충현을 자극하였고, 위충현은 정격안(梃擊案), 홍환안(紅丸案), 이궁안(移宮案) 등 명말삼안(明末三案)을 빌미로, 당우(黨羽)를 시켜 『동림당점장록(東林黨點將錄)』을 만들어 동림당의 서적을 공격하였다. 천계(天啓) 5년(1625), 천계제는 조서를 내려 전국의 서원을 불태우라 지시했고, 동림서원도 불탔다. 동림당인들도 타격을 입어 양련(楊漣)과 좌광두(左光斗) 등 동림육군자(東林六君子)는 살해되거나 자살을 강요당했다. 천계 6년(1626), 고반룡(高攀龍), 주기원(周起元), 황존소(黃尊素) 등 동림칠현(東林七賢)은 살해하거나 자살을 강요받았다. 천계 7년(1627) 숭정제(崇禎帝)가 즉위하였다. 숭정제는 천계 연간 위충현 엄당의 악정에ㅣ을 타산지석 삼아, 위충현에게 자살을 강요하고 엄당 관료를 대거 강등 혹은 파직하면서 동림당원들이 비로소 타격을 면했다. 숭정 2년(1629) 숭정제가 신원 구명하여 동림당원들이 명예를 회복하였으며, 조서를 내려 동림서원을 수복하였으니 동림당쟁(東林黨爭)이라 하였다. 동림당과 엄당의 싸움은 청초까지 이어졌다.

## 후대에 끼친 영향
진명하(陳名夏)와 전겸익(錢謙益) 등은 청조에 입사했고, 일부는 항청 운동을 전개하다가 살해되었다. 이로 인해 방이지(方以智) 등은 지하 항청 운동에 참여했다. 동림학파에 의하여 주장된 경세치용(經世致用)의 학(學)은 명말 청초의 황종희, 고염무, 왕부지 등에 계승되어 다음 대(代)의 신문학의 원동력이 되었다.

## 성원
- 고헌성(顧憲成)
- 고반룡(高攀龍)
- 안희범(安希范)
- 유일경(劉一燝)
- 설부교(薛敷敎)
- 전일본(錢一本)
- 사맹린(史孟麟)
- 양련(楊漣)
- 좌광두(左光斗)
- 조남성(趙南星)
- 주기원(周起元)
- 공내(公鼐)
- 추원표(鄒元標)
- 풍종오(馮從吾)
- 주순창(周順昌)
- 무창기(繆昌期)
- 주종건(周宗建)
- 황존소(黃尊素)
- 이응승(李應升)

## 같이 보기
- 동림당점장록 (東林黨點將錄)
- 엄당 (閹黨)
- 위충현 (魏忠賢)
- 제초절당 (齊楚浙黨)

## 참고 문헌
- 이 문서에는 다음커뮤니케이션(현 카카오)에서 GFDL 또는 CC-SA 라이선스로 배포한 글로벌 세계대백과사전의 내용을 기초로 작성된 글이 포함되어 있습니다.